# 谢尔盖·列布罗夫
谢尔盖·斯坦尼斯拉沃维奇·列布罗夫（烏克蘭語：Сергій Станіславович Ребров；1974年6月3日—；又譯雷布羅夫），前烏克蘭著名足球員，司職前鋒。

## 生平

### 球會
列布罗夫出身於烏克蘭球會頓內次克礦工，早於1992年已加盟烏克蘭班霸基輔戴拿模，與同時期出身的巨星舍甫琴科組成最佳拍檔。其間他除了贏過多屆烏克蘭聯賽冠軍外，1998-99年球季更打入歐洲聯賽冠軍盃四強。
其後舍甫琴科轉投海外大球會AC米蘭，列布罗夫也受到一些海外球會招攬，結果2000年他轉投英超球會熱刺。由於他在熱刺未能發揮水準，曾被外借至土耳其球會费内巴切，直至2004年轉投西汉姆联。
2005年重返基輔戴拿模。

### 國家隊
列保夫曾經入選國家隊出戰2006年世界杯，曾在分組賽對沙特阿拉伯一場比賽中取得入球。

## 榮譽
- 烏克蘭聯賽冠軍: 1992-93, 1993-94, 1994-95, 1995-96, 1996-97, 1997-98, 1998-99, 1999-00, 2006-07